# Superpuchar Angoli w piłce nożnej
Superpuchar Angoli w piłce nożnej – turniej piłkarski dla angolskich zespołów klubowych. Mierzą się w nim zwycięzca I ligi angolskiej oraz Pucharu Angoli. Turniej rozgrywany na zasadzie dwumeczu (mecz u siebie i na wyjeździe).

## Finały[1]
- 1988 : Petro Atlético (Luanda)            –      Ferroviário da Huíla (Lubango)
- 1989   nie rozegrano
- 1990   nie rozegrano
- 1991 : Primeiro de Agosto (Luanda)        –      Petro Atlético (Luanda)
- 1992 : Primeiro de Agosto (Luanda)        –      Petro Atlético (Luanda)
- 1993 : Petro Atlético (Luanda)            –      Primeiro de Agosto (Luanda)
- 1994 : Petro Atlético (Luanda)            –      Atlético Sport Aviação (Luanda)
- 1995 : Independente (Tômbwa)              –      Petro Atlético (Luanda)
- 1996 : Atlético Sport Aviação (Luanda)    –      Petro Atlético (Luanda)
- 1997 : Primeiro de Agosto (Luanda)        –      Progresso Sambizanga (Luanda)
- 1998 : Primeiro de Agosto (Luanda)        –      Petro Atlético (Luanda)
- 1999 : Primeiro de Agosto (Luanda)        2-2 4-0 Petro Atlético (Luanda)
- 2000 : Primeiro de Agosto (Luanda)        0-0 3-0 Sagrada Esperança (Lunda-Norte)
- 2001 : Inter (Luanda)                     1-1 1-0 Petro Atlético (Luanda)
- 2002 : Petro Atlético (Luanda)            5-1 1-1 Desportivo Sonangol (Namibe)
- 2003 : Atlético Sport Aviação (Luanda)    1-1 0-0 Petro Atlético (Luanda)	       *[5-4 pen]
- 2004 : Atlético Sport Aviação (Luanda)    4-1 2-0 Inter (Luanda)
- 2005 : Atlético Sport Aviação (Luanda)    3-1 2-0 Desportivo Sonangol (Namibe)
- 2006 : Atlético Sport Aviação (Luanda)    0-0 2-1 Sagrada Esperança (Lunda-Norte)
- 2007 : Benfica (Luanda)  bt  Primeiro de Agosto (Luanda)     [Primeiro de Agosto fielded ineligible player]
- 2008 : Inter (Luanda)                     1-0 2-1 Primeiro de Maio (Benguela)

## Osiągnięcia klubów
| Klub                   | Ilość zwycięstw | Lata                               |
| ---------------------- | --------------- | ---------------------------------- |
| Primeiro de Agosto     | 6               | 1991, 1992, 1997, 1998, 1999, 2000 |
| Atlético Sport Aviação | 5               | 1996, 2003, 2004, 2005, 2006       |
| Petro Atlético         | 4               | 1988, 1993, 1994, 2002             |
| Inter                  | 2               | 2001, 2008                         |
| Independente Tômbwa    | 1               | 1995                               |
| Benfica de Luanda      | 1               | 2007                               |